# Koncentrat zupy

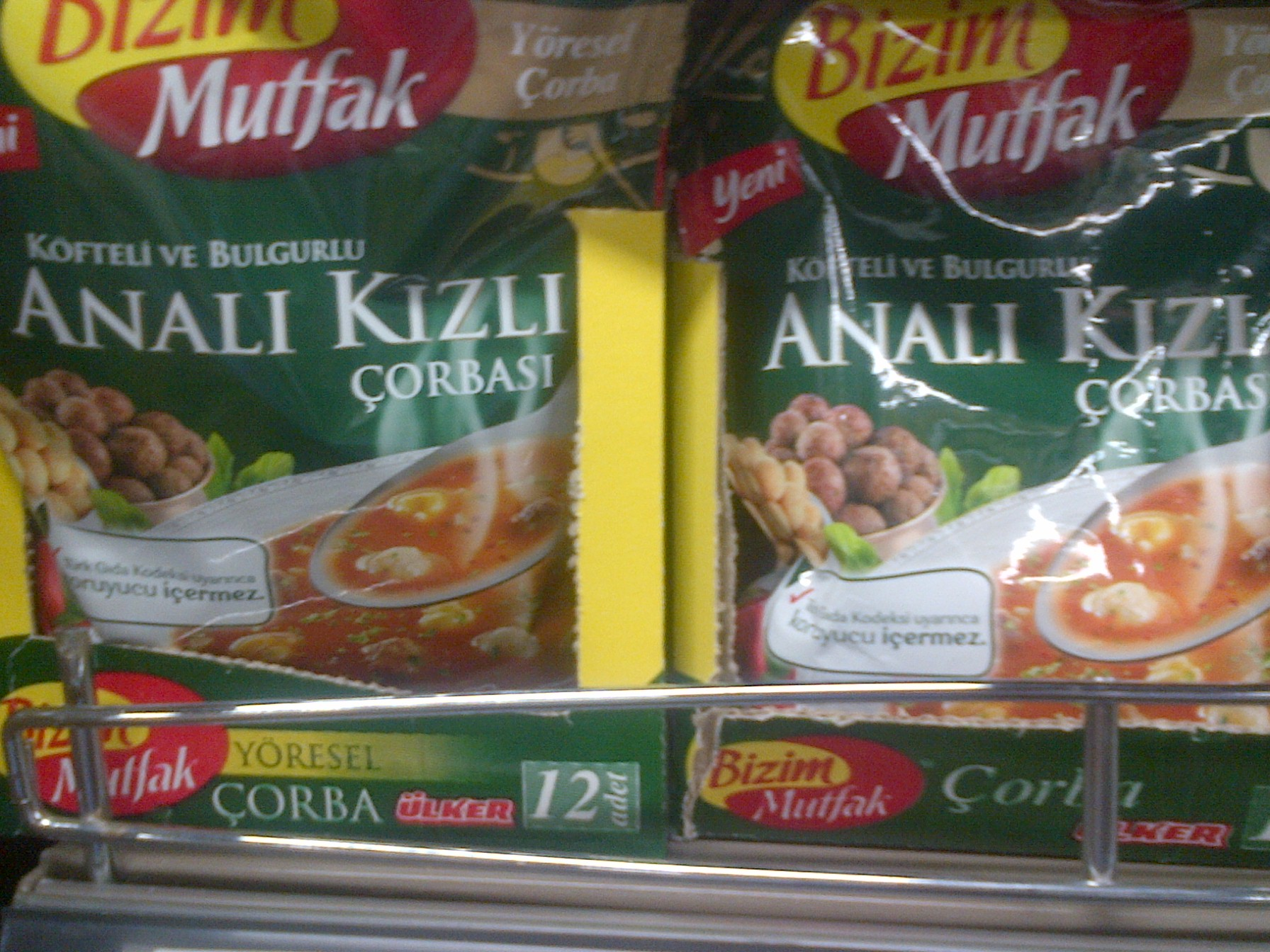
Tureckie zupy w proszku

Koncentrat zupy – koncentrat spożywczy umożliwiający uzyskanie zupy o cechach zbliżonych do potrawy sporządzanej metodami tradycyjnymi. Koncentraty zup produkowane są w postaci sypkiej (proszku), w kostkach lub w postaci past.

## Historia
Około 1830 r. francuscy aptekarze Joseph Proust i Antoine Parmentier odparowali rosół tak, że stał się gęstym musem, a następnie przelali go do foremek i wysuszyli, uzyskując tabliczki bulionowe. Gotowano z nich zupę nazywaną bulionem tabliczkowym albo kieszonkowym.

## Produkcja
Wyróżnia się dwie podstawowe technologie produkcji zup w proszku:
- wymieszanie składników suchych bądź wysuszonych
- odwodnienie wysuszonych składników lub pełnej postaci zupy

W przypadku mieszania składników, są one rozdrabniane, np. przez mielenie lub przesianie, a następnie dodawane w odpowiedniej kolejności i wymieszane ze składnikami płynnymi. Następnie dodaje się tłuszcz, miesza w temperaturze 60 stopni, a tak przygotowana mieszanina jest później mielona, a następnie kondycjonowana – przez 12–24 godziny wyrównuje się temperaturę mieszaniny z temperaturą otoczenia.
W przypadku produkcji technologią odwodnienia na początku przygotowuje się płynną zupę, następnie zagęszcza się ją do konsystencji pasty, suszy, później dodaje się przyprawy i substancje aromatyczne, a na końcu mieli do postaci proszku. W taki sposób wytwarza się bulion oraz barszcz.

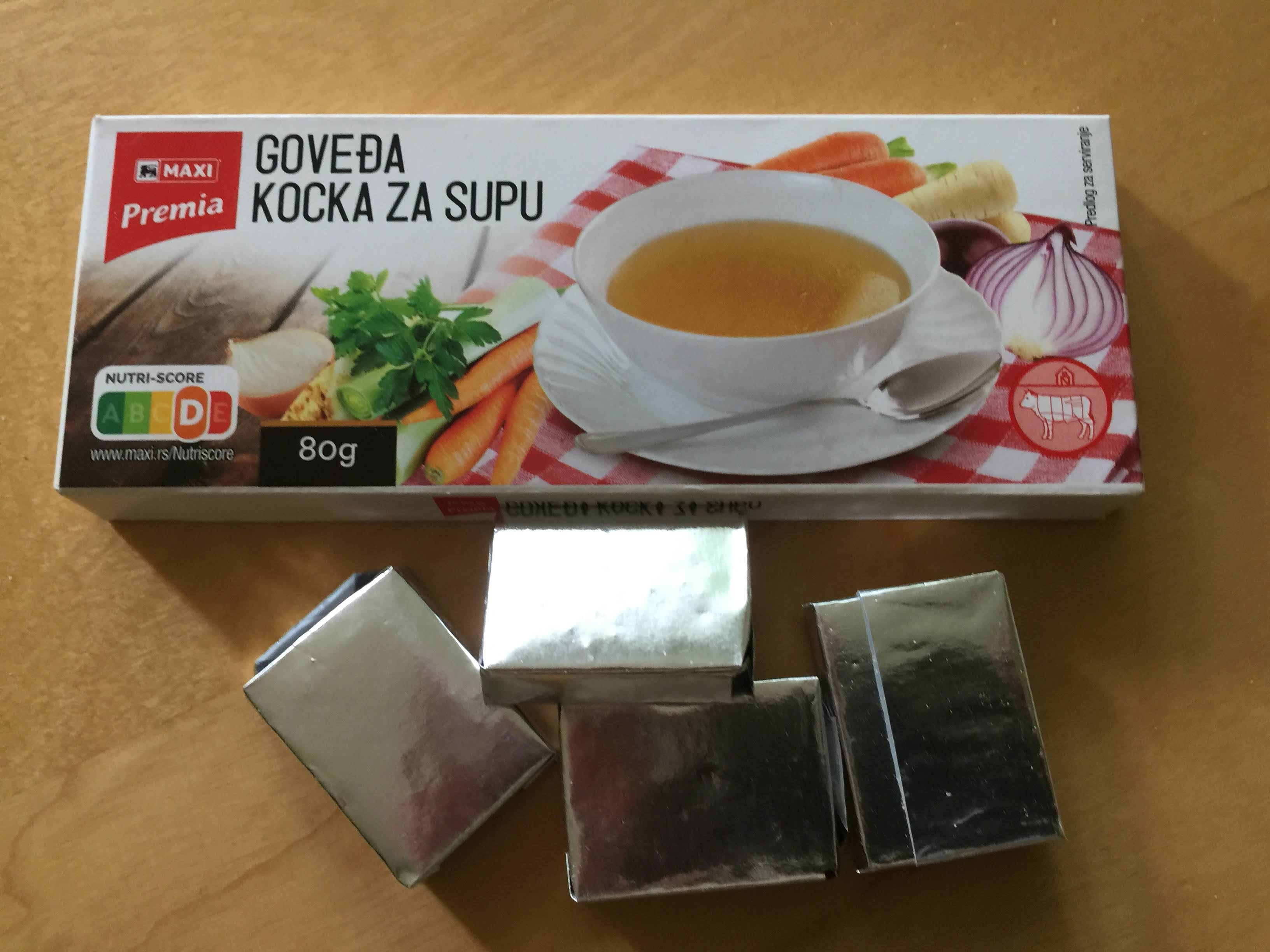
Zupa w kostkach

## Składniki
Podstawowe składniki zup w proszku to suszone warzywa, nasiona roślin strączkowych, tłuszcz, ekstrakt mięsny, substancje aromatyczno-smakowe, takie jak glutaminian sodu.
Przeciętny skład zupy w proszku:
| Składnik                                      | Zawartość procentowa |
| --------------------------------------------- | -------------------- |
| makaron, skrobia, kasza, płatki               | 50-70                |
| ekstrakt mięsny i tłuszcz wołowy lub drobiowy | 5-10                 |
| susz warzywny, susz mięsny                    | do 10                |
| przyprawy korzenne                            | 1-3                  |
| sól kuchenna                                  | 7-10                 |

## Wartość odżywcza
Z uwagi na wysokie przetworzenie składników, zupy w proszku nie mają zbyt wielkiej wartości odżywczych. Zwraca się natomiast uwagę na zbyt dużą zawartość substancji szkodliwych i potencjalnie szkodliwych: soli, cukru, tłuszczów trans oraz wzmacniaczy smaku. Dodatkowo sztuczne dodatki zmniejszają strawność potrawy, a polepszacze i barwniki źle wpływają na skórę.